# Lily James
Lily Chloe Ninette James (született Thomson, Esher, Surrey, 1989. április 5. –) angol színésznő. 
Londonban tanult színművészetet, pályafutását a Just William című sorozatban kezdte 2010-ben. Első nagyobb szerepét a Downton Abbey című drámasorozatban kapta, amelyben nyújtott alakításáért 2014-ben és 2015-ben is Screen Actors Guild-díjjal jutalmazták, filmes áttörést pedig a 2015-ös Hamupipőke jelentett számára. A 2016-os Háború és béke című sorozatban Natasa Rosztova szerepében volt látható, 2017-ben pedig két, kritikailag és bevételi szempontból is sikeres filmben volt főszereplő – Nyomd, Bébi, nyomd, A legsötétebb óra. 
2018-ban Meryl Streep karakterének fiatalkori énjét alakította a Mamma Mia! Sose hagyjuk abba című zenés vígjátékban.

## Fiatalkora és tanulmányai
Lily Chloe Ninette Thomson néven született 1989. április 5-én Esherben, Surreyben. Édesanyja Ninette Mantle színésznő, édesapja James "Jamie" Thomson zenész. Nagyanyja, Helen Horton amerikai színésznő volt.
A Tring Park School for the Performing Arts művészeti iskolába járt, majd tanulmányait a londoni Guildhall School of Music and Drama zene- és drámaiskolában folytatta, ahol 2010-ben végzett.
Édesapja 2008-ban hunyt el, az ő emlékére vette fel a James vezetéknevet.

## Filmográfia

### Film
| Év   | Magyar cím                          | Eredeti cím                                       | Szerep                            | Magyar hang    | Rendező            |
| ---- | ----------------------------------- | ------------------------------------------------- | --------------------------------- | -------------- | ------------------ |
| 2012 | A titánok haragja                   | Wrath of the Titans                               | Korrina                           |                | Jonathan Liebesman |
| 2012 | Ébredés                             | Broken                                            | idősebb Skunk                     |                | Rufus Norris       |
| 2012 |                                     | Fast Girls                                        | Lisa Temple                       |                | Regan Hall         |
| 2015 | Hamupipőke                          | Cinderella                                        | Hamupipőke                        | Mórocz Adrienn | Kenneth Branagh    |
| 2015 | Az ételművész                       | Burnt                                             | Sara                              |                | John Wells         |
| 2016 | Büszkeség és balítélet meg a zombik | Pride and Prejudice and Zombies                   | Elizabeth Bennet                  | Ruttkay Laura  | Burr Steers        |
| 2016 |                                     | The Exception                                     | Mieke de Jong                     |                | David Leveaux      |
| 2017 | Nyomd, Bébi, nyomd                  | Baby Driver                                       | Debora                            | Dobó Enikő     | Edgar Wright       |
| 2017 | A legsötétebb óra                   | Darkest Hour                                      | Elizabeth Layton                  | Földes Eszter  | Joe Wright         |
| 2018 | Bocs, hogy zavarom                  | Sorry to Bother You                               | Detroit fehér hangja (cameo hang) | Mórocz Adrienn | Boots Riley        |
| 2018 |                                     | The Guernsey Literary and Potato Peel Pie Society | Juliet Ashton                     |                | Mike Newell        |
| 2018 |                                     | Little Woods                                      | Deb                               |                | Nia DaCosta        |
| 2018 | Mamma Mia! Sose hagyjuk abba        | Mamma Mia! Here We Go Again                       | Donna Sheridan fiatalon           | Mórocz Adrienn | Ol Parker          |
| 2019 | Yesterday                           | Yesterday                                         | Ellie Appleton                    | Mórocz Adrienn | Danny Boyle        |
| 2019 |                                     | Rare Beasts                                       | Cressida                          |                | Billie Piper       |
| 2020 | A Manderley-ház asszonya            | Rebecca                                           | Mrs. de Winter                    | Mórocz Adrienn | Ben Wheatley       |
| 2021 | Ásatás                              | The Dig                                           | Peggy Piggott                     |                | Simon Stone        |
| 2022 | Mi köze ennek a szerelemhez?        | What's Love Got to Do with It?                    | Zoe Stevenson                     | Mórocz Adrienn | Shekhar Kapur      |
| 2023 | Vaskarom                            | The Iron Claw                                     | Pam Adkisson                      | Mórocz Adrienn | Sean Durkin        |
| 2023 |                                     | Finally Dawn                                      | Josephine Esperanto               |                | Saverio Costanzo   |

Rövidfilmek
- Chemistry (2012) – Ines
- The Silent Treatment (2013) – lány
- The Tale of Thomas Burberry (2016) – Betty
- One Red Nose Day and a Wedding (2019) – Miranda

### Televízió
| Év        | Magyar cím                   | Eredeti cím                                                  | Szerep             | Megjegyzések                                                                    |
| --------- | ---------------------------- | ------------------------------------------------------------ | ------------------ | ------------------------------------------------------------------------------- |
| 2010      |                              | Just William                                                 | Ethel Brown        | 4 epizód                                                                        |
| 2011      | Egy call girl titkos naplója | Secret Diary of a Call Girl                                  | Poppy              | 8 epizód                                                                        |
| 2012–2015 | Downton Abbey                | Downton Abbey                                                | Lady Rose MacClare | - 21 epizód - magyar hangja:[forrás?] - Balsai Móni - Bogdányi Titanilla        |
| 2016      | Háború és béke               | War & Peace                                                  | Natasa Rosztova    | - minisorozat (6 epizód) - magyar hangja: - Sipos Eszter Anna - Szilágyi Csenge |
| 2021      | Hajsza a szerelemért         | The Pursuit of Love                                          | Linda Radlett      | - minisorozat (3 epizód) - vezető producer - magyar hangja: - Mórocz Adrienn    |
| 2021      |                              | Beauty and the Beast: A Comic Relief Pantomime for Christmas | Rose               | tévéfilm                                                                        |
| 2022      | Pam és Tommy                 | Pam & Tommy                                                  | Pamela Anderson    | - minisorozat (8 epizód) - magyar hangja: - Mórocz Adrienn                      |

## Színházi szerepei

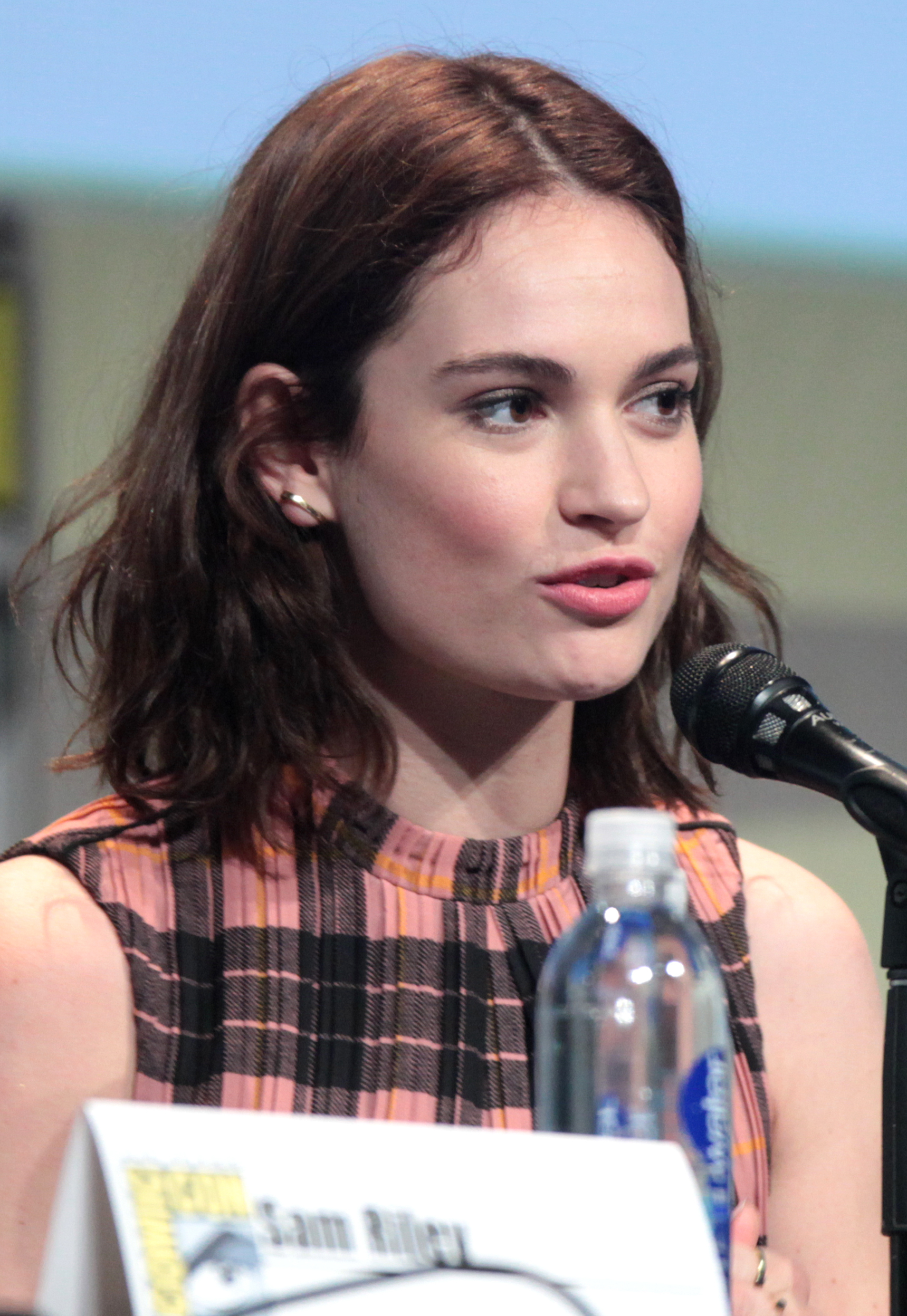
2015-ben

| Év   | Cím               | Szerep         | Színház             |
| ---- | ----------------- | -------------- | ------------------- |
| 2011 | Vernon God Little | Taylor         | Young Vic Theatre   |
| 2011 | Othello           | Desdemona      | Crucible Színház    |
| 2012 | Sirály            | Nina           | Southwark Playhouse |
| 2016 | Rómeó és Júlia    | Júlia          | Garrick Theatre     |
| 2019 | Mindent Éváról    | Eve Harrington | Noel Coward Theatre |

## Fordítás
- Ez a szócikk részben vagy egészben  a   Lily James című angol Wikipédia-szócikk ezen változatának fordításán alapul.  Az eredeti cikk szerkesztőit annak laptörténete sorolja fel. Ez a jelzés csupán a megfogalmazás eredetét és a szerzői jogokat jelzi, nem szolgál a cikkben szereplő információk forrásmegjelöléseként.